# FC Nõmme United
FC Nõmme United is een Estische voetbalclub uit het stadsdistrict Nõmme wat een onderdeel is van de hoofdstad Tallinn. De club is opgericht in 2000. Thuiswedstrijden van de club worden gespeeld in het Männiku staadion, de traditionele kleuren zijn zwart en rood. 

## Geschiedenis
De club werd opgericht in 2000 onder de naam FC Elion. In 2006 veranderde de naam naar FC Nõmme United. Sinds het ontstaan van de club houdt Mart Poom zich bezig met de groei van de club. Nadat hij een einde maakte aan zijn eigen carrière richtte hij een eigen voetbalschool op. Deze dient nu als academie voor FC Nõmme United. 
De club is voornamelijk actief geweest op het derde niveau van Estland (Esiliiga B). In 2019 werd voor het eerst promotie bemachtigd naar het tweede niveau. De club eindigde dat seizoen als eerste in de Esiliiga B, met 17 punten voorsprong op de nummer 2. Nadien was de club voor vier seizoenen actief op het tweede niveau. In 2023 promoveerde de club voor het eerst in haar geschiedenis naar het hoogste niveau. Echter, degradeerde de club direct na een seizoen, de club boekte twee overwinningen en speelde negenmaal gelijkspel. De andere 25 wedstrijden, van de 36 in totaal, gingen verloren.
De club heeft ook een onder-21 afdeling. Dit team komt uit in de II liiga, het vierde niveau.

## Erelijst
- Esiliiga

Kampioen (1x); 2023
- Esiliiga B

Kampioen (3x); 2009, 2017 en 2019
- III liiga

Kampioen (1x); 2004
- IV liiga

Kampioen (1x); 2001

## Eindklasseringen vanaf 2000
| 2 |

| 1 |

| 5 |

| 3 |

| 1 |

| 3 |

| 4 |

| 9 |

| 2 |

| 1 |

| 3 |

| 7 |

| 14 |

| 4 |

| 9 |

| 4 |

| 3 |

| 1 |

| 5 |

| 1 |

| 3 |

| 4 |

| 6 |

| 1 |

| 10 |

| Meistriliiga | Esiliiga | Esiliiga B | III liiga | Niveau 5/6 |

De Esiliiga B startte in 2013. Daarvoor was de Liiga II het derde voetbalniveau in Estland.